# Englische Badmintonmeisterschaft 1993
Die Englische Badmintonmeisterschaft 1993 fand vom 5. bis zum 7. Februar 1993 im Norwich Sports Village in Norwich statt. Es war die 30. Austragung der nationalen Titelkämpfe von England im Badminton.	

## Titelträger
| Disziplin    | Gold                         | Silber                     |
| ------------ | ---------------------------- | -------------------------- |
| Herreneinzel | Darren Hall                  | Anders Nielsen             |
| Dameneinzel  | Suzanne Louis-Lane           | Fiona Smith                |
| Herrendoppel | Julian Robertson Dave Wright | Simon Archer Nick Ponting  |
| Damendoppel  | Gillian Clark Gillian Gowers | Julie Bradbury Sara Sankey |
| Mixed        | Nick Ponting Gillian Clark   | Chris Hunt Joanne Wright   |